# Matrimonio igualitario en Barbados
Barbados no reconoce el matrimonio igualitario ni las uniones civiles. En septiembre de 2020, el Gobierno de Barbados anunció su intención de promulgar uniones civiles para parejas del mismo sexo, otorgándoles varios de los derechos, beneficios y obligaciones del matrimonio. También anunció la posibilidad de realizar un referéndum sobre la legalización del matrimonio entre personas del mismo sexo.

## Uniones civiles
En julio de 2020, el gobierno lanzó el programa de visa «Welcome Stamp», que permite a trabajadores extranjeros permanecer en Barbados hasta un año. Tras recibir críticas por el hecho de que el programa solo permitía a los trabajadores traer consigo a su cónyuge de sexo opuesto, el gobierno modificó las normas del programa para permitir que también los trabajadores trajeran consigo a su cónyuge del mismo sexo.
El 15 de septiembre de 2020, el gobierno anunció su intención de aprobar una forma de unión civil, que brindaría a las parejas del mismo sexo un subconjunto de los derechos y beneficios del matrimonio, y posteriormente celebrar un referéndum sobre la cuestión del matrimonio entre personas del mismo sexo. La gobernadora general Sandra Mason declaró ante el Parlamento que el país debía tener una «discusión franca» y «poner fin a la discriminación en todas sus formas».
La activista LGBT Alexa Hoffmann afirmó que el discurso de Mason estaba lleno de «espejismos, evasivas y palabras de moda», y añadió: «Se hace una concesión a las uniones civiles, pero cualquier aspecto relacionado con que las personas LGBT puedan practicar esa relación sigue siendo criminalizado y completamente prohibido». En ese momento, la legislación de Barbados criminalizaba las relaciones sexuales entre personas del mismo sexo, situación que cambió en 2022, cuando se despenalizó la homosexualidad. El obispo Michael Maxwell declaró que ningún sacerdote de la Diócesis de Barbados tendría permiso para oficiar ceremonias de unión civil: «Nuestra posición es que la iglesia continúa oponiéndose a lo que considera matrimonios entre personas del mismo sexo».

## Matrimonio igualitario

### Antecedentes
En junio de 2016, el fiscal general Adriel Brathwaite indicó que el gobierno de Barbados no contemplaba modificar la ley para permitir el matrimonio igualitario. Declaró: «nno cambiaré la ley para permitir que se casen en Barbados». En ese momento, la activista Donnya Piggott señaló que la comunidad LGBT local «no estaba interesada en presionar a las autoridades para legalizar los matrimonios entre personas del mismo sexo».
En marzo de 2022, el abogado Lalu Hanuman sugirió que la Ley de Matrimonio podría no prohibir el matrimonio entre personas del mismo sexo e instó a las parejas del mismo sexo a impugnar la ley en los tribunales.

### Opinión consultiva de la Corte IDH de 2018
El 9 de enero de 2018, la Corte Interamericana de Derechos Humanos (Corte IDH) emitió una opinión consultiva en la que sostuvo que los Estados parte de la Convención Americana sobre Derechos Humanos deben otorgar a las parejas del mismo sexo «acceso a todos los sistemas legales internos de registro familiar, incluido el matrimonio, junto con todos los derechos derivados del matrimonio». Barbados ratificó la Convención Americana sobre Derechos Humanos el 27 de noviembre de 1982 y reconoció la jurisdicción de la Corte IDH el 4 de junio de 2000.